# Never Ending Tour 1988
Never Ending Tour (talvolta indicato con la sigla NET) è il nome con cui viene comunemente chiamata la tournée senza fine intrapresa da Bob Dylan il 7 giugno 1988.

## Informazioni generali
Nel primo anno del Never Ending Tour, Bob Dylan tenne 71 concerti. Si tratta del numero più basso di concerti in un anno solare durante tutto il NET. Il tour del 1988 si mantenne interamente entro i confini del Nord America, con 63 concerti negli Stati Uniti e 8 in Canada. In totale Dylan toccò 29 stati americani e 6 province canadesi. Il tour del 1988 è comunemente diviso in 3 legs: Interstate 88 Part 1, Interstate 88 Part 2 e Interstate 88 Part 3. La prima si svolse dal 7 giugno al 7 agosto, la seconda dal 19 agosto al 25 settembre e l'ultima dal 13 al 19 ottobre.

## Show
| #                            | Data              | Città                          | Stato       | Luogo                                       |
| ---------------------------- | ----------------- | ------------------------------ | ----------- | ------------------------------------------- |
| Leg 1 (Interstate 88 Part 1) |                   |                                |             |                                             |
| 1                            | 7 giugno 1988     | Concorde, California           | Stati Uniti | Concord Pavillon                            |
| 2                            | 9 giugno 1988     | Sacramento, California         | Stati Uniti | Cal Expo Amphitheatre                       |
| 3                            | 10 giugno 1988    | Berkeley, California           | Stati Uniti | Greek Theatre                               |
| 4                            | 11 giugno 1988    | Mountain View, California      | Stati Uniti | Shoreline Amphitheatre                      |
| 5                            | 13 giugno 1988    | Salt Lake City, Utah           | Stati Uniti | Park West Amphitheatre                      |
| 6                            | 15 giugno 1988    | Denver, Colorado               | Stati Uniti | Fiddler's Green Amphitheatre                |
| 7                            | 17 giugno 1988    | St. Louis, Missouri            | Stati Uniti | The Muny                                    |
| 8                            | 18 giugno 1988    | East Troy, Wisconsin           | Stati Uniti | Alpine Valley Music Theatre                 |
| 9                            | 21 giugno 1988    | Cuyahoga Falls, Ohio           | Stati Uniti | Blossom Music Center                        |
| 10                           | 22 giugno 1988    | Cincinnati, Ohio               | Stati Uniti | Riverbend Music Center                      |
| 11                           | 24 giugno 1988    | Holmdel, New Jersey            | Stati Uniti | Garden State Performing Arts Center         |
| 12                           | 25 giugno 1988    | Holmdel, New Jersey            | Stati Uniti | Garden State Performing Arts Center         |
| 13                           | 26 giugno 1988    | Saratoga Springs, New York     | Stati Uniti | Saratoga Performing Arts Center             |
| 14                           | 28 giugno 1988    | Canandaigua, New York          | Stati Uniti | Finger Lakes Performing Arts Center         |
| 15                           | 30 giugno 1988    | Wantagh, New York              | Stati Uniti | Jones Beach Theater                         |
| 16                           | 1º luglio 1988    | East Troy, Wisconsin           | Stati Uniti | Jones Beach Theater                         |
| 17                           | 2 luglio 1988     | Mansfield, Massachusetts       | Stati Uniti | Great Woods Performing Arts Center          |
| 18                           | 3 luglio 1988     | Old Orchard Beach, Maine       | Stati Uniti | Old Orchard Beach Ballpark                  |
| 19                           | 6 luglio 1988     | Filadelfia, Pennsylvania       | Stati Uniti | Frederick Mann Music Center                 |
| 20                           | 8 luglio 1988     | Montréal, Québec               | Canada      | Forum de Montréal                           |
| 21                           | 9 luglio 1988     | Ottawa, Ontario                | Canada      | Ottawa Civic Centre Arena                   |
| 22                           | 11 luglio 1988    | Hamilton, Ontario              | Canada      | Copps Coliseum                              |
| 23                           | 13 luglio 1988    | Charlevoix, Michigan           | Stati Uniti | Castle Fares Music Theatre                  |
| 24                           | 14 luglio 1988    | Chicago, Illinois              | Stati Uniti | Poplar Creek Music Theater                  |
| 25                           | 15 luglio 1988    | Indianapolis, Indiana          | Stati Uniti | Indiana State Fairground Grandstand         |
| 26                           | 17 luglio 1988    | Rochester, Michigan            | Stati Uniti | Meadow Brook Hall                           |
| 27                           | 18 luglio 1988    | Rochester, Michigan            | Stati Uniti | Meadow Brook Hall                           |
| 28                           | 20 luglio 1988    | Columbia, Maryland             | Stati Uniti | Marjorie Merriweather Post Pavilion         |
| 29                           | 22 luglio 1988    | Nashville, Tennessee           | Stati Uniti | Starwood Amphitheatre                       |
| 30                           | 24 luglio 1988    | Atlanta, Georgia               | Stati Uniti | Troy G. Chastain Memorial Park Amphitheatre |
| 31                           | 25 luglio 1988    | Atlanta, Georgia               | Stati Uniti | Troy G. Chastain Memorial Park Amphitheatre |
| 32                           | 26 luglio 1988    | Memphis, Tennessee             | Stati Uniti | Mud Island Amphitheatre                     |
| 33                           | 28 luglio 1988    | Dallas, Texas                  | Stati Uniti | Starplex Amphitheatre                       |
| 34                           | 30 luglio 1988    | Mesa, Arizona                  | Stati Uniti | Mesa Amphitheater                           |
| 35                           | 31 luglio 1988    | Costa Mesa, California         | Stati Uniti | Pacific Amphitheatre                        |
| 36                           | 2 agosto 1988     | Los Angeles, California        | Stati Uniti | Greek Theatre                               |
| 37                           | 3 agosto 1988     | Los Angeles, California        | Stati Uniti | Greek Theatre                               |
| 38                           | 4 agosto 1988     | Los Angeles, California        | Stati Uniti | Greek Theatre                               |
| 39                           | 6 agosto 1988     | Carlsbad, California           | Stati Uniti | Sammis Pavillion                            |
| 40                           | 7 agosto 1988     | Santa Barbara, California      | Stati Uniti | Santa Barbara County Bowl                   |
| Leg 2 (Interstate 88 Part 2) |                   |                                |             |                                             |
| 41                           | 19 agosto 1988    | Portland, Oregon               | Stati Uniti | Civic Auditorium                            |
| 42                           | 20 agosto 1988    | George, Washington             | Stati Uniti | Champs de Brionne Music Theatre             |
| 43                           | 21 agosto 1988    | Vancouver, Columbia Britannica | Canada      | Pacific Coliseum                            |
| 44                           | 23 agosto 1988    | Calgary, Alberta               | Canada      | Olympic Saddledome                          |
| 45                           | 24 agosto 1988    | Edmonton, Alberta              | Canada      | Northlands Coliseum                         |
| 46                           | 26 agosto 1988    | Winnipeg, Manitoba             | Canada      | Winnipeg Arena                              |
| 47                           | 29 agosto 1988    | Toronto, Ontario               | Canada      | CNE Exhibition Stadium Grandstand           |
| 48                           | 31 agosto 1988    | Syracuse, New York             | Stati Uniti | Empire Expo Center                          |
| 49                           | 2 settembre 1988  | Middletown, New York           | Stati Uniti | Wesleylian University                       |
| 50                           | 3 settembre 1988  | Manchester, New Hampshire      | Stati Uniti | Riverfront Park                             |
| 51                           | 4 settembre 1988  | Bristol, Connecticut           | Stati Uniti | Lake Compounce Festival Park                |
| 52                           | 7 settembre 1988  | Essex Junction, Vermont        | Stati Uniti | Champlain Valley Fairgrounds                |
| 53                           | 8 settembre 1988  | Binghamton, New York           | Stati Uniti | Broome County Veteran's Memorial Arena      |
| 54                           | 10 settembre 1988 | Stanhope, New Jersey           | Stati Uniti | Waterloo Village                            |
| 55                           | 11 settembre 1988 | Fairfax, Virginia              | Stati Uniti | Patriot Center                              |
| 56                           | 13 settembre 1988 | Pittsburgh, Pennsylvania       | Stati Uniti | Civic Arena                                 |
| 57                           | 15 settembre 1988 | Chapel Hill, Carolina del Nord | Stati Uniti | Dean Smith Center                           |
| 58                           | 16 settembre 1988 | Columbia, Carolina del Sud     | Stati Uniti | Carolina Coliseum                           |
| 59                           | 17 settembre 1988 | Charlotte, Carolina del Nord   | Stati Uniti | New Charlotte Coliseum                      |
| 60                           | 18 settembre 1988 | Knoxville, Tennessee           | Stati Uniti | Thompson-Boling Arena                       |
| 61                           | 19 settembre 1988 | Charlottesville, Virginia      | Stati Uniti | University Hall                             |
| 62                           | 22 settembre 1988 | Tampa, Florida                 | Stati Uniti | Sundome, University of Southern Florida     |
| 63                           | 23 settembre 1988 | Miami, Florida                 | Stati Uniti | Miami Arena                                 |
| 64                           | 24 settembre 1988 | Gainesville, Florida           | Stati Uniti | O'Connell Center, University of Florida     |
| 65                           | 25 settembre 1988 | New Orleans, Louisiana         | Stati Uniti | Hibernia Pavilion                           |
| Leg 3 (Interstate 88 Part 3) |                   |                                |             |                                             |
| 66                           | 13 ottobre 1988   | Upper Darby, Pennsylvania      | Stati Uniti | The Tower Theatre                           |
| 67                           | 14 ottobre 1988   | Upper Darby, Pennsylvania      | Stati Uniti | The Tower Theatre                           |
| 68                           | 16 ottobre 1988   | New York, New York             | Stati Uniti | Radio City Music Hall                       |
| 69                           | 17 ottobre 1988   | New York, New York             | Stati Uniti | Radio City Music Hall                       |
| 70                           | 18 ottobre 1988   | New York, New York             | Stati Uniti | Radio City Music Hall                       |
| 71                           | 19 ottobre 1988   | New York, New York             | Stati Uniti | Radio City Music Hall                       |

## Band
La band, lungo tutto il corso del tour, è formata da quattro elementi:
- Bob Dylan: voce e chitarra
- G. E. Smith: chitarra solista
- Kenny Aaronson: basso
- Christopher Parker: batteria